# Harlow PC-5

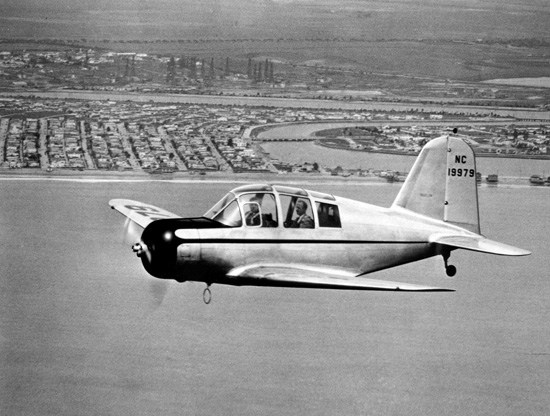
Harlow PC-5A

Le Harlow PC-5 était un biplace d'entraînement dérivé du Harlow PJC-4 pour répondre à un programme de l’USAAC à la recherche d’avions d'entraînement.
Le prototype [NX21737, c/n 501] fut assemblé sur l’aérodrome d’Alhambra fin 1939 et obtint une certification civile (ATC 735). 3 exemplaires seulement [NX19978/19980, c/n 502/4] furent vendus à des clients nord-américains. La British Purchasing Commission (en) s’intéressa à cet appareil dont personne ne voulait, pour équiper les écoles de pilotage en Inde et 50 exemplaires furent envoyés en pièces détachées à Hindustan Aircraft Ltd.. Tout laisse à penser qu’une douzaine seulement furent assemblés, dont un appareil portant l’immatriculation civile [VT-ATN].
En 1940 les droits sur le Harlow PC-5 furent cédés à Cub Aircraft (en) Corp, installée à Hamilton, Ontario, mais aucun PC-5 ne fut construit au Canada. Il semble qu’une version simplifiée, donc plus légère et moins onéreuse, ait été développée sous la désignation Harlow PC-6, mais aucun document ne subsiste et il est probable que le rachat de Harlow Aircraft Corp par Vultee Aircraft en 1942 ait été fatal à ce projet.